# Ptychadena porosissima
Ptychadena porosissima là một loài ếch trong họ Ptychadenidae.
Nó được tìm thấy ở Angola, Cộng hòa Dân chủ Congo, Ethiopia, Kenya, Malawi, Rwanda, Nam Phi, Swaziland, Tanzania, Uganda, Zambia, Zimbabwe, có thể cả Burundi, có thể cả Lesotho, và có thể cả Mozambique.
Các môi trường sống tự nhiên của chúng là các khu rừng ôn hòa, các khu rừng vùng núi ẩm nhiệt đới hoặc cận nhiệt đới, xavan ẩm, vùng đất ẩm có cây bụi nhiệt đới hoặc cận nhiệt đới, vùng đồng cỏ ôn đới, đồng cỏ nhiệt đới hoặc cận nhiệt đới vùng ngập nước hoặc lụt theo mùa, đồng cỏ nhiệt đới hoặc cận nhiệt đới vùng đất cao, đầm nước, đầm nước ngọt có nước theo mùa, vùng đồng cỏ, vườn nông thôn, và các khu rừng trước đây bị suy thoái nặng nề.